# Everyday (singel Bon Jovi)
Everyday – singel zespołu Bon Jovi wydany w sierpniu 2002 za pośrednictwem wytwórni Island Records, promujący album Bounce. Autorami utworu są Jon Bon Jovi, Richie Sambora i Andreas Carlsson. Reżyserem teledysku do utworu jest Joseph Kahn. Utwór pojawił się na kompilacji Bon Jovi, This Left Feels Right (2003), w wersji akustycznej.

## Spis utworów
Sporządzono na podstawie materiału źródłowego.
1. „Everyday” – 3:01
2. „Lucky” (Demo) – 3:45
3. „No Regrets” (Demo) – 3:59
4. „Standing” (Demo) – 3:50

## Miejsca na listach przebojów
| Lista                  | Pozycja |
| ---------------------- | ------- |
| Mainstream Rock Tracks | 31      |
| Canadian Top 100       | 1       |
| Dania                  | 12      |
| Finlandia              | 3       |
| Belgia                 | 22      |
| UK Top 40              | 5       |
| ARIA Singles Chart     | 5       |
| Swiss Music Charts     | 6       |
| Austria                | 9       |
| Holandia               | 6       |
| Sverigetopplistan      | 6       |